# Choice Provisions
Choice Provisions (antigament Gaijin Games) és un estudi independent de desenvolupament de videojocs més conegut per la seva saga de videojocs BIT.TRIP. L'estudi va ser fundat en el 2007 per Alex Neuse i la seva seu és a Santa Cruz (Califòrnia).